# پیا ووندرلیش
پیا ووندرلیش (زادهٔ ۲۶ ژانویهٔ ۱۹۷۵ میلادی در شهر باد برلبورگ) یک فوتبالیست زن آلمانی است که در پست هافبک بازی میکند.او همکنون در باشگاه فوتبال ۱.اف‌اف‌سی فرانکفورت بازی میکند.وی همچنین یکی از اعضای دعوت شده به تیم ملی فوتبال زنان آلمان است.

## افتخارات
آلمان
- جام جهانی: قهرمان ۲۰۰۳, نایب قهرمان ۱۹۹۵
- جام ملتهای اروپا: قهرمان۱۹۹۷, ۲۰۰۱ و ۲۰۰۵

۱.اف‌اف‌سی فرانکفورت
- لیگ قهرمانان اروپا: قهرمان فصلهای ۰۲-۲۰۰۱ ،۰۶-۲۰۰۵ و ۰۸-۲۰۰۷.
- بوندس‌لیگا: ۱۹۹۹، ۲۰۰۱، ۲۰۰۲، ۲۰۰۳، ۲۰۰۵ و ۲۰۰۷.
- جام حذفی آلمان: ۱۹۹۹، ۲۰۰۰، ۲۰۰۱، ۲۰۰۲، ۲۰۰۳، ۲۰۰۷ و ۲۰۰۸
- دی‌اف‌بی هالپونکال: ۱۹۹۷، ۱۹۹۹ و ۲۰۰۲

اس‌جی پراونهایم
- دی‌اف‌بی هالپونکال: ۱۹۹۸

## زندگی شخصی
خواهر او تینا ووندرلیش بازیکن و مدافع فوتبال که به همراه او در هر دو تیم اف‌اف‌سی فرانکفورت و تیم ملی آلمان با یکدیگر هم بازی بودند.